# Красногорское (Тульская область)
Красногорское — деревня в Ефремовском районе Тульской области. В рамках административно-территориального устройства входит в состав Козьминского сельского округа Ефремовского района, в рамках организации местного самоуправления входит в муниципальное образование город Ефремов со статусом городского округа.

## География
Расположена у реки Красивая Меча. Ближайший населенный пункт село Козье.

## История
Прежде Красногорское — село Ведьмино (или Ведмино) принадлежало к церковному приходу церкви Архангела Михаила, в селе Маслово.
В 1961 году Указом Президиума Верховного Совета РСФСР деревня Ведьмино переименована в Красногорское.

## Население
| 2004 | 2010 |
| ---- | ---- |
| 88   | ↘19  |

## Инфраструктура
Личное подсобное хозяйство.

## Достопримечательности
В окрестностях деревни, в речной долине, находятся природные достопримечательности: Красная гора, Ведьмины холмы.

## Транспорт
Деревня доступна автотранспортом.